# Alan Davies (Rugbytrainer)
Alan Davies (* in Ynysybwl, Rhondda Cynon Taf) ist ein ehemaliger walisischer Rugby-Union-Spieler und -trainer.
Davies wurde in Ynysybwl geboren, zog aber bereits mit zehn Jahren nach Nottingham. Dort ging er auf das Loughborough College und spielte als Verbinder unter anderem für die Bedford Blues und den Nottingham RFC. Als Trainer leitete er die Mannschaften von Nottingham, Lincolnshire und Derbyshire. Zwischen 1986 und 1988 trainierte er die Reserve der englischen Nationalmannschaft und assistierte Geoff Cook während der Tour Englands nach Australien und Fidschi.
Aufgrund des Rücktritts von Ron Waldron war kurz vor der Weltmeisterschaft 1991 der Posten des walisischen Nationaltrainers vakant. Der Verband verpflichtete Davies zunächst nur für die Dauer des Turniers, er blieb letztlich jedoch bis 1995 im Amt. Bei der WM schied Wales bereits in der Vorrunde durch eine Niederlage gegen Samoa aus. 1994 gewannen die Waliser das Five Nations, der erste alleinige Sieg bei diesem Turnier des Landes nach 15 Jahren. Nachdem im nächsten Jahr nur der letzte Platz erreicht worden war, trat er vor der WM 1995 zurück.